# Sex Traffic
Sex Traffic ist ein britisch-kanadisches Filmdrama aus dem Jahr 2004. Regie führte David Yates, das Drehbuch schrieb Abi Morgan.

## Handlung
Die Schwestern Elena und Vara Visinescu wachsen in Moldawien auf und träumen von einem wohlhabenden Leben in London. Elena ist allein erziehende Mutter eines Sohnes und arbeitet mit ihrer naiven, jüngeren Schwester in einer Fabrik. Durch Vermittlung eines Freundes von Vara gelangen beide an Menschenhändler in Chișinău, die ihre Versprechungen, Flugtickets und eine gesicherte Existenz in Großbritannien, nicht einhalten. Elena und Vara werden ihrer Pässe beraubt und an einen Club in Belgrad verkauft, wo sie vergewaltigt werden und als Prostituierte arbeiten müssen. Während Vara immer entmutigter wird und sich den Drogen hingibt, versucht Elena, ihre jüngere Schwester zu beschützen. Es gelingt ihr, durch das Handy eines Kunden ihre Mutter über ihren Verbleib zu informieren. Die Menschenhändler setzen aber Elenas Sohn als Druckmittel ein und verfrachten beide Schwestern sicherheitshalber in ein Bordell nach Sarajevo. Dort schlägt Elena aus Angst die Hilfsangebote von Daniel Appleton, dem Mitarbeiter einer britischen Menschenrechtsorganisation, aus.
Als die beiden Schwestern nicht genügend Geld anschaffen, sollen sie über Italien nach London verkauft werden, doch das Boot der Menschenhändler wird von der italienischen Küstenwache entdeckt. Um Zeit zu gewinnen, werfen sie Elena über Bord und es gelingt ihnen, mit Vara zu entkommen. Elena überlebt und wird in einem italienischen Frauenhaus untergebracht. Dort müssen sich die Mitarbeiter und Mädchen des psychischen Drucks der Menschenhändler erwehren, die tagtäglich dem Haus einen Besuch abstatten und versuchen, mit den Insassinnen Kontakt aufzunehmen. Aus Angst um Vara flüchtet Elena aus dem Frauenhaus und begibt sich wieder in die Gewalt der Menschenhändler, die ihr versprechen, sie zu ihrer Schwester zu bringen. In London angekommen, gelingt es ihr schwer verletzt zu entkommen, nachdem sich die Versprechungen erneut als Lügen entpuppt haben. Von der Polizei in Obhut genommen, soll Elena in einem Prozess gegen die Schleuser aussagen. Sie trifft erneut auf Daniel, der sich ihrer annimmt und mit dem sie eine Affäre beginnt. Mit Hilfe von ihm und der Polizei gelingt es ihr, ihre Schwester wiederzusehen. Diese ist inzwischen ein Verhältnis mit einem ihrer ehemaligen Peiniger eingegangen und dient diesem als Handlangerin. Elena muss erkennen, dass es Vara dank der Schleusergeschäfte zu einigem Wohlstand gebracht hat und nicht daran denkt, nach Moldawien zurückzukehren. Auf einem Bahnhof wird Vara bei einer Übergabe von Mädchen verhaftet, nachdem sie schon lange von der Polizei observiert wurde. Auch gelingt es der Polizei, einen Großteil der Schleuser in Großbritannien dingfest zu machen, aber den Menschenhändlern in Moldawien gelingt die Flucht, oder sie können aus Mangel an Beweisen nicht belangt werden. Elena kehrt mit Daniels Hilfe in ihr Heimatdorf nach Moldawien zurück, wo sie ihren Sohn und ihre Mutter wiedersieht.
In einem weiteren Handlungsstrang muss Madeleine Harlsburgh, Stiftungsdirektorin des stark kritisierten amerikanischen Sicherheitsunternehmens Kernwell, erkennen, dass ihr Ehemann und die Firma, sowie deren Hauptsponsor mit in den Menschenhandel verstrickt sind. Nach einer Reise nach Italien, wo sie unter anderem Elena trifft, gelangt ihr Ehemann Tom durch einen ehemaligen Mitarbeiter an ein Video. Auf diesem sind Interviews verschleppter Mädchen zu sehen, die vor einer Kernwell-Jacke posieren. Nachdem Daniel den Skandal in London publik gemacht hat, kommt es zum Zerwürfnis zwischen Madeleine und ihrem Mann. Es gelingt ihr, in den Besitz des Videos zu gelangen, und es der Polizei zu übergeben.

## Kritiken
film-dienst schrieb, der Film sei „ambitioniert, engagiert recherchiert und überzeugend gespielt“. Er operiere „geschickt mit spannenden Genremitteln, ohne sie zum Selbstzweck werden zu lassen“.

## Auszeichnungen
Der Film gewann im Jahr 2005 acht BAFTA TV Awards, darunter als Bestes Drama, für die Darstellung von Anamaria Marinca, für die Kameraarbeit, den Schnitt, den Ton und die Filmmusik. Die Kostüme wurden für einen weiteren BAFTA TV Award nominiert. Zu den vier 2005 gewonnenen Gemini Awards gehörten jene für Maria Popistașu und in der Kategorie Beste Miniserie. Der Film wurde für zehn weitere Gemini Awards nominiert, darunter für Regie, das Drehbuch und die Darstellungen von Wendy Crewson, Anamaria Marinca, Luke Kirby, Chris Potter sowie John Simm.
Der Film erhielt im Jahr 2005 vier Royal Television Society Television Awards – als Bestes Drama, für Anamaria Marinca, für das Produktionsdesign und für den Schnitt – sowie wurde in drei weiteren Kategorien für den gleichen Preis nominiert. Er gewann 2005 den Prix Italia. Anamaria Marinca erhielt 2005 den Golden Nymph des Monte-Carlo TV Festivals. David Yates wurde 2005 für den Directors Guild of Great Britain Award nominiert. Der Film wurde 2005 für den Tonschnitt für einen Preis der Directors Guild of Canada nominiert.

## Hintergründe
Der Film wurde in Bukarest, in Dartmouth (Nova Scotia) und in London gedreht. Seine Weltpremiere fand am 14. Oktober 2004 in Großbritannien statt.